# جوش فريز
جوش فريز (بالإنجليزية: Josh Freese)‏ هو طبال وملحن وكاتب أغاني أمريكي، ولد في 25 ديسمبر 1972 في أورلاندو في الولايات المتحدة.

## وصلات خارجية
- الموقع الرسمي
- جوش فريز على موقع IMDb (الإنجليزية)
- جوش فريز على موقع ميوزك برينز (الإنجليزية)
- جوش فريز على موقع إن إن دي بي (الإنجليزية)
- جوش فريز على موقع أول ميوزيك (الإنجليزية)
- جوش فريز على موقع ديسكوغز (الإنجليزية)